# بحران ونزوئلا ۱۹۰۲–۱۹۰۳

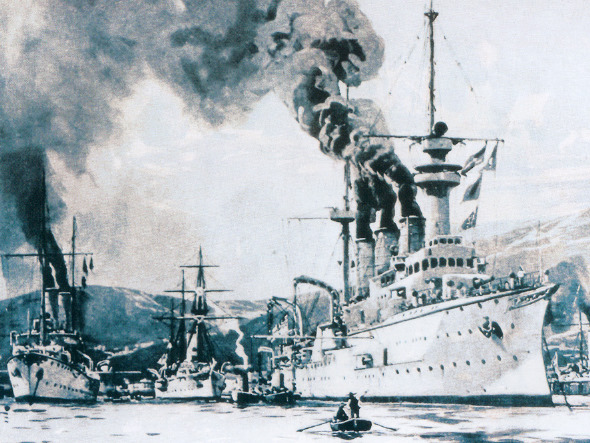
تصویر محاصره دریایی در بحران ونزوئلا ۱۹۰۲-۱۹۰۳

بحران ونزوئلا ۱۹۰۲–۱۹۰۳ یک محاصره دریایی بود که بریتانیای کبیر، آلمان و ایتالیا از دسامبر ۱۹۰۲ تا فوریه ۱۹۰۳ بر علیه ونزوئلا اعمال کردند. این بحران پس از آنکه رئیس‌جمهور سیپریانو کاسترو از پرداخت بدهی‌های خارجی و خسارات وارده توسط شهروندان اروپایی در جنگ‌های داخلی ونزوئلا خودداری کرده بود رخ داد.
کاسترو فرض کرد که دکترین مونرو آمریکایی شاهد مداخله واشینگتن برای جلوگیری از مداخله نظامی اروپا خواهد بود. با این حال، در آن زمان، رئیس‌جمهور آمریکا تئودور روزولت و وزارت امور خارجه وی دیدند که این آموزه فقط در مورد تصرف قلمرو توسط اروپایی‌ها اعمال می‌شود، نه اینکه مداخله فی نفسه باشد. با وعده‌های قبلی مبنی بر عدم وقوع چنین حمله ای، ایالات متحده رسماً بی‌طرف بود و اجازه داد این اقدام بدون اعتراض انجام شود. در محاصره، نیروی دریایی کوچک ونزوئلا به سرعت از کار افتاد، اما کاسترو حاضر به تسلیم شدن نشد، و در عوض موافقت اصولی کرد که برخی از ادعاها را به داوری بین‌المللی، که قبلاً رد کرده بود، ارائه دهد. آلمان در ابتدا با این استدلال که برخی ادعاها باید توسط ونزوئلا بدون داوری پذیرفته شود، به این امر اعتراض کرد. رئیس‌جمهور روزولت با فرستادن ناوگان بزرگتر خود به زیر دریاسالار جورج دیویی و تهدید به جنگ در صورت فرود آمدن آلمانی‌ها، آلمان‌ها را مجبور به عقب‌نشینی کرد.